# Eudarcia tischeriella
Eudarcia tischeriella is een vlinder uit de familie van de Meessiidae. Deze soort is voor het eerst wetenschappelijk beschreven als Tinea tischeriella door Thomas de Grey Walsingham in een publicatie uit 1897.
De soort komt voor in Puerto Rico.